# Macalik Ernő
Macalik Ernő (Kolozsvár, 1944. július 7. – 2023. március 25.) romániai magyar biológus, természettudományi író.

## Életútja
Szülővárosában 1962-ben elvégezte az Ady-Șincai Líceumot, 1967-ben a Babeș–Bolyai Tudományegyetemen szerzett biológia szakos tanári diplomát. A csíkkarcfalvi 1. számú általános iskola tanára volt. Első írását az Igazság közölte 1967-ben, szakmai írásai, fotói a Művelődés, A Hét, Falvak Dolgozó Népe (itt Csodálatos élővilág című sorozata), Informația Harghitei, valamint az 1985-ös Hargita Kalendárium hasábjain jelentek meg.  
1990 után nyugdíjazásáig a gyulafehérvári Római Katolikus Teológia középfokú kántorképző intézetében is tanított biológiát; a Romániai Magyar Szóban is közölt. 
Nyugdíjazása után Csíkkarcfalván élt, és gyógynövények termesztésével, gyűjtésével és feldolgozásával foglalkozott.

## Elismerései
- Ezüstgyopár díj (2000)
- Magyar Örökség díj (2013)